# العلاقات الباهاماسية الزيمبابوية
العلاقات الباهاماسية الزيمبابوية هي العلاقات الثنائية التي تجمع بين باهاماس وزيمبابوي.

## مقارنة بين البلدين
هذه مقارنة عامة ومرجعية للدولتين:
| وجه المقارنة                                              | باهاماس      | زيمبابوي |
| --------------------------------------------------------- | ------------ | --- |
| المساحة (كم2)                                             | 13.88 ألف    | 390.76 ألف |
| عدد السكان (نسمة)                                         | 395.36 ألف   | 16.53 مليون |
| الكثافة السكانية (ن./كم²)                                 | 28.48        | 42.3 |
| العاصمة                                                   | ناساو        | هراري |
| اللغة الرسمية                                             | لغة إنجليزية | لغة إنجليزية، اللغة الشونا، النديبيلية الشمالية ‏، لغة الشيشيوا، Barwe ‏، Kalanga language ‏، Tshwa language ‏، النداو ‏، اللغة التسونجا، لغة الإشارة الزيمبابوية ‏، اللغة السوتية، تونغا ‏، اللغة التسوانية، اللغة الفيندية، اللغة الكوسية |
| العملة                                                    | دولار بهامي  | دولار أمريكي |
| الناتج المحلي الإجمالي (بليون دولار)                      | 12.16 مليار  | 17.85 مليار |
| الناتج المحلي الإجمالي (تعادل القوة الشرائية) بليون دولار | 8.92 مليار   | 27.88 مليار |
| الناتج المحلي الإجمالي الاسمي للفرد دولار أمريكي          | 22.82 ألف    | 924 |
| الناتج المحلي الإجمالي للفرد دولار أمريكي                 |              | 1.79 ألف |
| مؤشر التنمية البشرية                                      | 0.790        | 0.509 |
| رمز المكالمات الدولي                                      | +1242        | +263 |
| رمز الإنترنت                                              | .bs          | .zw |
| المنطقة الزمنية                                           | 00           | ت ع م+02:00 |

## منظمات دولية مشتركة
يشترك البلدان في عضوية مجموعة من المنظمات الدولية، منها:
| علم المنظمة | اسم المنظمة                                 | تاريخ انضمام باهاماس | تاريخ انضمام زيمبابوي |
| ----------- | ------------------------------------------- | -------------------- | --------------------- |
|             | مجموعة دول أفريقيا والكاريبي والمحيط الهادئ | ?                    | ?                     |
|             | مؤسسة التنمية الدولية                       | 23 يونيو 2008        | 29 سبتمبر 1980        |
|             | الأمم المتحدة                               | 18 سبتمبر 1973       | 25 أغسطس 1980         |
|             | منظمة الشرطة الجنائية الدولية               | ?                    | ?                     |
|             | المركز الدولي لتسوية المنازعات الاستشارية   | 18 نوفمبر 1995       | 19 يونيو 1994         |
|             | الاتحاد الدولي للاتصالات                    | 19 أغسطس 1974        | 10 فبراير 1981        |
|             | الفريق المعني برصد الأرض                    | ?                    | ?                     |
|             | البنك الدولي للإنشاء والتعمير               | 21 أغسطس 1973        | 29 سبتمبر 1980        |
|             | الاتحاد البريدي العالمي                     | ?                    | ?                     |
|             | منظمة حظر الأسلحة الكيميائية                | ?                    | ?                     |
|             | مؤسسة التمويل الدولية                       | 8 ديسمبر 1986        | 29 سبتمبر 1980        |
|             | وكالة ضمان الاستثمار متعدد الأطراف          | 4 أكتوبر 1994        | 10 أبريل 1992         |
|             | يونسكو                                      | 23 أبريل 1981        | 22 سبتمبر 1980        |

## وصلات خارجية
- موقع وزارة الخارجية الزيمبابوية